# Sleepover
Sleepover (bra: Dormindo Fora de Casa; prt: Último Dia de Aulas) é um filme estadunidense de 2004, do gênero comédia, dirigido por Joe Nussbaum.

## Sinopse
Pouco antes de entrar no colegial, quatro garotas decidem mudar de imagem e se tornar populares. Quando uma delas se prepara para se mudar da cidade, sua melhor amiga (Alexa Vega) dá uma festa para ela na mesma noite em que as "garotas populares" também estão na balada. Uma briga pela melhor festa logo é criada, com um prêmio especial para as ganhadoras: o lugar de honra na cantina da escola. No decorrer do filme, elas arranjam muitas confusões, como: roubar um carro, entrar em bares, dar seus primeiros beijos e perseguir um grupinho rival, na qual Stacie (Sara Paxton) é a líder.

## Elenco
- Alexa Vega como Julie Corky
- Mika Boorem como Hannah
- Scout Taylor-Compton como Farrah
- Kallie Flynn Childress como Yancy
- Sara Paxton como Stacie
- Brie Larson como Liz
- Sam Huntington como Ren Corky
- Sean Faris como Steve Phillips
- Jane Lynch como Gabby Corky
- Jeff Garlin como Jay Corky
- Steve Carell como Sherman
- Evan Peters como Russell

## Trilha sonora
- 01: Becky Baeling - Heaven Is A Place On Earth
- 02: Allister - We Close Our Eyes
- 03: Allister - Remember
- 04: Allister - Stuck
- 05: Sucker Pump - I Wanna Make You Yell
- 06: Spice Girls - Wannabe
- 07: Gabriel Mann - Remember
- 08: Skye Sweetnam - Imaginary Superstar
- 09: Yellowcard - Way Away
- 10: Cooler Kids - Sha La La (Wake Up Next 2 U)
- 11: Michael Kisur - Come And Get It
- 12: Malik M. Williams - Love Is Pouring Down
- 13: Verbalicious - Next Big Me
- 14: Steppenwolf - Born To Be Wild
- 15: Planet Mervin - Havin' Fun
- 16: Jump 5 - Freeze Frame
- 17: Sugababes - Hole In The Head
- 18: Midnight Star - No Parking (On The Dance Floor)
- 19: Sarai - Ladies
- 20: No Secrets - That's What Girls Do
- 21: Allister - Flypaper
- 22: Allister - Waiting For You
- 23: Allister - Radio Player
- 24: Wang Chung - Everybody Have Fun Tonight
- 25: Hope 7 - I Want Everything